# Hinter Gittern/Staffel 11
Dieser Artikel enthält alle Episoden der elften Staffel der deutschen Fernsehserie Hinter Gittern, sortiert nach der Erstausstrahlung. Sie wurden vom 14. April 2003 bis zum 3. November 2003 auf dem deutschen Sender RTL gesendet.

## Episoden
| Nr. (ges.) | Nr. (St.) | Originaltitel               | Zusammenfassung | Erstausstrahlung D |
| ---------- | --------- | --------------------------- | --- | ------------------ |
| 255        | 1         | Wie du mir...               | Sascha wird von Hendrik provoziert, sodass sie zuschlägt und auf die gefürchtete Station C verlegt wird. Britta zweifelt bezüglich Hendriks Treue. Kerstin beginnt in Reutlitz als Ärztin. | 14. Apr. 2003      |
| 256        | 2         | Trau, schau, wem            | Kerstin lässt sich auf einen Handel mit den Frauen ein – und wird bitter enttäuscht. Nancy ist traurig, als sie erfährt, dass Simone sich in Freiheit um ihren Sohn kümmern will, und will daraufhin trotz ihrer möglichen Freilassung im Gefängnis bleiben. | 28. Apr. 2003      |
| 257        | 3         | Schuld der Eltern?          | Fisch und ihr Vater führen ein klärendes Gespräch, welches jedoch ausartet und mit einem Herzinfarkt ihres Vaters endet. Lizzy versucht, die Beziehung zwischen Melanie und Mike zu zerstören. Nancy will nicht wahr haben, dass Simone kein Interesse an einer Freundschaft außerhalb der Gefängnismauern hat. | 5. Mai 2003        |
| 258        | 4         | Kalle kommt                 | Nancys Cousine Kalle kommt nach Reutlitz und sorgt dafür, dass sich Fisch wieder zum Negativen entwickelt. Melanie wird von Kalle erpresst. | 12. Mai 2003       |
| 259        | 5         | Versklavt                   | Sascha wird auf Station C vernachlässigt und erleidet eine Blutvergiftung. Kerstin macht sich schwere Vorwürfe. Simone merkt, dass Kalle sie in der Hand hat. Jeanette und Ilse wollen einen Tanzkurs in Reutlitz einführen. | 19. Mai 2003       |
| 260        | 6         | Gefühlsterror               | Kerstin sorgt dafür, dass Sascha zurück auf Station B darf. Frau Mohr leitet einen Tanzkurs für die Frauen. Kalle erpresst Simone, Walter weist sie jedoch in ihre Schranken. | 2. Juni 2003       |
| 261        | 7         | Wolf im Schafspelz          | Peter kehrt arbeitsunfähig zurück und will Schmerzensgeld. Seine Klage gegen das Land Berlin scheitert jedoch. Birgit und Andy haben daraufhin die Befürchtung, dass die Lüge um Martinas Entlassung damit aufgedeckt werden könnte. | 16. Juni 2003      |
| 262        | 8         | Dumm gelaufen               | Ilse erfährt, dass sie schon bald als freie Frau aus dem Gefängnis kommt, doch sie bekommt Druck von den Insassinnen. Mikes kriminelle Machenschaften mit Fisch werden durch Andy Wagner aufgedeckt. Frau Mohr stellt ihren Tanzkurs in Frage, wird jedoch überzeugt, doch nicht so schnell aufzugeben. | 23. Juni 2003      |
| 263        | 9         | Aussetzer                   | Peter beginnt wieder mit seiner Arbeit in Reutlitz. Dabei bemerkt er jedoch, dass er noch nicht gesund ist. Erstmals werden die Insassen aus der Männer-JVA zum Tanzkurs eingeladen und so treffen sich Mel und Mike wieder. | 30. Juni 2003      |
| 264        | 10        | Fit im Schritt?             | Ilse wird entlassen. Raffaellas Geheimnis um ihre Jungfräulichkeit kommt durch ein Missgeschick von Ilse ans Tageslicht. Kalle und Fisch dealen weiterhin mit Drogen. | 7. Juli 2003       |
| 265        | 11        | Die Kalle Falle             | Friederike Hardenberg wird in Reutlitz eingeliefert. Maja wird von Kalle und Silvio erpresst. Der Abschlussball endet für Mike und Melanie in einem Fiasko. | 14. Juli 2003      |
| 266        | 12        | Abenteuerland               | Melanie nimmt Mikes Heiratsantrag an. Friederike wird von Kalle und Fisch bedrängt. Nina ist eifersüchtig. | 21. Juli 2003      |
| 267        | 13        | Wege ins Glück              | Walter flieht aus Reutlitz. Kalle und Co. tyrannisieren die Station. | 28. Juli 2003      |
| 268        | 14        | Steckengeblieben            | Kalles und Nancys Fluchtversuch scheitert. Ming Lhai macht sich selbstständig. Melanie und Mike heiraten. | 4. Aug. 2003       |
| 269        | 15        | Kerstins Entscheidung       | Kalle terrorisiert Hendriks Familie mit ihren Telefonanrufen. Peter verbündet sich mit Maja, als er von ihrer ausweglosen Lage erfährt. Kerstin fasst einen Entschluss: Sie trennt sich von Michael und kündigt ihre Stelle in Reutlitz. | 11. Aug. 2003      |
| 270        | 16        | Telefonterror               | Kalle und Silvio sorgen dafür, dass Hendrik seinen Job verliert und Peter und Maja unter Druck gesetzt werden. Michael verlässt Berlin. Simone wird von ihrer Vergangenheit eingeholt. | 18. Aug. 2003      |
| 271        | 17        | Unschuldig in der Hölle     | Simone kommt aufgrund von Nancys Lügen in den Hochsicherheitstrakt auf die Station C. Frederike wird entlassen. Ilse übt einen Job in einem Bestattungsunternehmen aus. | 25. Aug. 2003      |
| 272        | 18        | Trügerische Hoffnung        | Ilse ist unzufrieden mit ihrem Beruf. Simone verzweifelt auf Station C und hat Albträume von Jörg Baumann. Raffi verbringt während ihres Freigangs viel Zeit mit Kai. | 1. Sep. 2003       |
| 273        | 19        | Seifenblasen                | Raffaella erkennt, dass Kai nur mit ihren Gefühlen gespielt hat, und ist am Ende ihrer Kräfte. Ilse glaubt, von einem Fluch verfolgt zu sein, weil sie einen Ring eines Toten aus dem Bestattungsunternehmen nicht mehr von ihrem Finger bekommt. Ariane wird von der Polizei geschnappt und wieder nach Reutlitz gebracht. Dort droht sie dem neuen Anstaltsleiter Dr. Lorenz Strauß.                                                          | 15. Sep. 2003      |
| 274        | 20        | Ciao, Ciao Bambina          | Raffaella stürzt sich aus Verzweiflung von Kais Dachterrasse und stirbt. Nina erfährt im Gefangenentransporter von der Tragödie und bringt dort mit Hilfe von Andy und Kittler ihre Tochter zur Welt. Andy kündigt in Reutlitz, um seine Beziehung mit Nina nicht mehr verheimlichen zu müssen. Um Raffaella einen würdigen Abschied zu ermöglichen, wird Ilse wieder kriminell und riskiert damit, gegen ihre Bewährungsauflagen zu verstoßen. | 22. Sep. 2003      |
| 275        | 21        | Vom Kurs abgekommen         | Sascha erzählt Kerstin ihre Lebensgeschichte. Ilse muss erneut in den Knast. Maja wird bedrängt und Britta trennt sich von Hendrik. Ariane sabotiert Uschis Kurs. | 29. Sep. 2003      |
| 276        | 22        | Ende eines Albtraums        | Maja berichtet Lorenz von Kalles Machenschaften und mit Hilfe von Peter kann Silvio gefasst werden. Sascha und Kerstin genießen ihre Zeit zu zweit. | 6. Okt. 2003       |
| 277        | 23        | Böses Schauspiel            | Ariane soll nach ihren bösen Intrigen in eine andere JVA gelegt werden. Kerstin macht Sascha einen Vorschlag. | 13. Okt. 2003      |
| 278        | 24        | Hetzjagd                    | Ariane gilt als geflohen, sie hält sich jedoch noch in Reutlitz auf, um sich an Lorenz zu rächen. Im letzten Moment kann Ariane gestoppt werden und wird dann nach Preekow verlegt. | 20. Okt. 2003      |
| 279        | 25        | Dickes Ende                 | Nancy sorgt dafür, dass die traumatisierte Simone zu Recht wieder auf Station B kommt. Daraufhin bekommt sie Ärger mit Kalle. Mit einem Messerstich verwundet Nancy ihre Cousine schwer und macht sich große Vorwürfe. Nina möchte einerseits mit dem Gefängnisleben abschließen, andererseits möchte sie nicht mit Andy zu seinen Eltern ziehen. Andy macht Nina einen Heiratsantrag, den sie ablehnt.                                         | 27. Okt. 2003      |
| 280        | 26        | Ohne Rücksicht auf Verluste | Sascha nutzt ihren Ausgang dazu, Kerstin einen Besuch abzustatten. So erfährt Maja von Kerstins Affäre. Auch Lorenz hat den Verdacht, dass Sascha und Kerstin ein Verhältnis haben. Walter arbeitet auf ihrer Flucht als Lastwagenfahrerin. Nancy wird auf Station C verlegt. | 3. Nov. 2003       |

## Besetzung
Die Besetzung von Hinter Gittern trat in der elften Staffel folgendermaßen in Erscheinung:

### Insassinnen
| Rollenname                                     | Schauspieler          | Folgen                                           | Anzahl    | Bemerkungen und Rollenentwicklung in Staffel 11 |
| ---------------------------------------------- | --------------------- | ------------------------------------------------ | --------- | --- |
| Gerda Keller vormals Tina Stein/Schäfer/Keller | Martina Baumann       | 257, 259–265, 267–269, 271–280                   | 21 Folgen | Gewaltbereite und zum Teil gefürchtete Insassin in Reutlitz. Verbündet sich mit Godzilla und tyrannisiert Fisch. |
| Ilse Wünsche geb. Brahms                       | Christiane Reiff      | 255–264, 269–278                                 | 20 Folgen | Küchenhilfe in der JVA. Ex-Ehefrau von Gregor. Wird aus der Haft entlassen und lebt in Uschis Übergangsheim. Wird bei ihrer Arbeit in einem Bestattungsunternehmen erneut kriminell und kommt zurück nach Reutlitz. |
| Simone Bach                                    | Susanne Schlenzig     | 255–260, 265–272, 275–280                        | 20 Folgen | Mutter von Alex. Wird unschuldig auf die Hochsicherheitsstation C verlegt und bekommt dort Halluzinationen von Jörg Baumann.                                                                                        |
| Alexandra „Sascha“ Mehring                     | Barbara Sotelsek      | 255–256, 259–264, 267–270, 273–280               | 20 Folgen | Lesbisch. Einige Zeit auf Station C, bis sie dort eine Blutvergiftung erleidet. Affäre von Kerstin. |
| Kathleen „Kalle“ Konnopke                      | Isabelle Höpfner      | 258–262, 265–273, 275–279                        | 19 Folgen | Cousine von Nancy. Gangmitglied von Kalle und Fisch. In Reutlitz gefürchtet. |
| Melanie „Mel“ Schmidt                          | Sigrid Schnückel      | 255–259, 261–268, 273–274, 279–280               | 17 Folgen | Heiratet Mike Michalke aus der Männer-JVA. |
| Jeanette Bergdorfer                            | Christine Schuberth   | 255–256, 259–265, 267–268, 273–275, 277–278, 280 | 17 Folgen | Reinigungskraft in der JVA. |
| Nancy Konnopke                                 | Livia S. Reinhard     | 255–260, 267–268, 271–272, 275–280               | 16 Folgen | Cousine von Kalle. Geistig zurückgeblieben. |
| Raffaella „Raffi“ Caprese †                    | Graziella de Santis   | 255–258, 261–266, 269–274                        | 16 Folgen | Beste Freundin von Nina. Lernt bei einem Praktikum außerhalb der JVA Kai kennen. Begeht Suizid, als sie merkt, dass Kai nur mit ihren Gefühlen gespielt hat.                                                        |
| Nina Teubner                                   | Marie-Ernestine Worch | 259–268, 271–274, 279–280                        | 16 Folgen | 1. Darstellerin der Rolle (wurde in Staffel 6 vertreten) Walters Ziehtochter. Freundin von Andy. Mutter von Stella. Wird nach Stellas Geburt entlassen und zieht mit Andy vorübergehend zu Uschi und Lorenz.        |
| Heidrun „Fisch“ Fischer                        | Aline Staskowiak      | 255–258, 261–262, 265–268, 276–277, 279–280      | 14 Folgen | Tochter von Natascha und Eberhard. Gangmitglied mit Nancy und Kalle. |
| Christine „Walter“ Walter                      | Katy Karrenbauer      | 259–268, 280                                     | 11 Folgen | Rädelsführerin in der JVA. Ziehmutter von Nina. Flieht durch einen Tunnel aus Reutlitz und arbeitet auf ihrer Flucht als LKW-Fahrerin.                                                                              |
| Friederike Hardenberg                          | Astrid Posner         | 265–266, 268–274                                 | 9 Folgen  | Sitzt wegen nicht bezahlter Strafbefehle kurze Zeit in Reutlitz ihre Haft ab, freundet sich mit Raffi an und vermittelt ihr ein „Praktikum“, durch das Raffi längere Zeit Ausgang hat und Kai näherkommt.           |
| Ariane May                                     | Katharina Zapatka     | 273–278                                          | 6 Folgen  | Geflohene Insassin. Wird nach einem Filmauftritt entdeckt und zurück nach Reutlitz gebracht und kurze Zeit später nach einem Mordversuch an Dr. Strauß nach Preekow verlegt.                                        |
| Jasmin „Godzilla“ Zielowski                    | Carrie Hampel         | 259–260, 279–280                                 | 4 Folgen  | Gewalttätige Insassin in Reutlitz. Am Anfang der Staffel auf Station C. Verbündet sich mit Gerda und tyrannisiert Fisch.                                                                                            |

### Insassen der Männer-JVA Reutlitz
| Rollenname                           | Schauspieler      | Folgen                    | Anzahl    | Bemerkungen und Rollenentwicklung in Staffel 11                                               |
| ------------------------------------ | ----------------- | ------------------------- | --------- | --------------------------------------------------------------------------------------------- |
| Mike Michalke                        | Tino Blazejewski  | 255–258, 261–268, 273–274 | 14 Folgen | Bruder von Lizzy. Nimmt an einem Tanzkurs in der Frauen-JVA teil. Heiratet Melanie.           |
| Dirk Morgenroth vormals Dirk Schäfer | Gregory B. Waldis | 262–266                   | 5 Folgen  | Ex-Affäre von Martina. Guter Freund von Mike. Nimmt an einem Tanzkurs in der Frauen-JVA teil. |
| Joe Gießmann                         | Fritz Roth        | 262–264                   | 3 Folgen  | Nimmt an einem Tanzkurs in der Frauen-JVA teil.                                               |

### Gefängnispersonal
| Rollenname              | Schauspieler      | Folgen                                      | Anzahl    | Bemerkungen und Rollenentwicklung in Staffel 11 |
| ----------------------- | ----------------- | ------------------------------------------- | --------- | --- |
| Jens Neumaier           | Klaus Funke       | 255–273, 275–280                            | 25 Folgen | Kleinrolle Schließer. |
| Hendrik Jansen          | Ulrich Drewes     | 255–260, 263–266, 269–270, 274–280          | 19 Folgen | Anstaltsleiter, später wieder Stationsleiter. Ehemann von Britta. Vater von Erik und Sebastian. Ex-Affäre von Maja und Mareike. Wird für kurze Zeit vom Dienst befreit. |
| Birgit Schnoor          | Uta Prelle        | 255–262, 267–274, 279–280                   | 18 Folgen | Stations- (bis zum Staffelende) und stellvertretende Anstaltsleiterin. Während Hendriks Suspendierung kommissarische Anstaltsleiterin.                                  |
| Dr. Lorenz Strauß       | Rainer Goernemann | 256–259, 261–264, 271–280                   | 18 Folgen | Anstaltspsycholge. Ehemann von Uschi. Wird nach Hendriks Degradierung neuer Anstaltsleiter.                                                                             |
| Dr. Kerstin Herzog      | Meike Schlüter    | 255–256, 259–260, 263–264, 267–271, 275–280 | 17 Folgen | Anstaltsärztin. Saß unschuldig in Haft. Ex-Verlobte von Michael. Mitbewohnerin von Maja. Affäre von Sascha.                                                             |
| Sybille „Möhrchen“ Mohr | Heidi Weigelt     | 255–256, 259–269, 272–274                   | 16 Folgen | Sekretärin der Anstaltsleitung. Leitet in Reutlitz einen Tanzkurs. |
| Andreas „Andy“ Wagner   | Stefan Puntigam   | 255–256, 261–266, 269–270, 273–276, 279–280 | 16 Folgen | Schließer. Freund von Nina. Vater von Stella. Kündigt für seine Beziehung mit Nina in Reutlitz.                                                                         |
| Maja Brehme             | Anja Reßmer       | 259–272, 275–276, 280                       | 17 Folgen | Schließerin. Ex-Affäre von Hendrik. Mitbewohnerin von Kerstin. Wird von Kalle erpresst und schmuggelt Drogen in die JVA.                                                |
| Peter Kittler           | Egon Hofmann      | 261–270, 273–278                            | 16 Folgen | Schließer. Ehemann von Ming Lhai. Nimmt nach seinem Kopfschuss seine Arbeit in Reutlitz wieder auf und verändert sich positiv.                                          |
| Gertrud Schiller        | Karin Oehme       | 255–256, 259–260, 271–272, 277–280          | 10 Folgen | Schließerin auf Station C. |
| Dr. Evelyn Kaltenbach   | Franziska Matthus | 261, 277                                    | 2 Folgen  | Staatssekretärin. Ehemalige Anstaltsleiterin von Reutlitz. |
| Bertram Bleiming        | Benedikt Schörnig | 275–276                                     | 2 Folgen  | Schließer auf Station C. |

### Angehörige
| Rollenname              | Schauspieler        | Folgen                         | Anzahl    | Bemerkungen und Rollenentwicklung in Staffel 11 |
| ----------------------- | ------------------- | ------------------------------ | --------- | --- |
| Ursula „Uschi“ König    | Barbara Freier      | 257-258, 261-264, 267, 269-280 | 19 Folgen | Ehefrau von Dr. Lorenz Strauß. Ehemalige Insassin in Reutlitz, die wegen ihrer tödlichen Nierenerkrankung für haftunfähig befunden wurde. Leitet mit ihrem Mann ein Übergangsheim für entlassene Insassinnen. |
| Michael Lehnhardt       | Klaus Philipp       | 255-256, 259-260, 264, 267-270 | 9 Folgen  | Ex-Verlobter von Kerstin. Verlässt nach der Trennung von Kerstin Berlin. |
| Ming Lhai Kittler       | Young-Shin Kim      | 262-264, 267-270, 274, 276     | 9 Folgen  | 1. Darstellerin der Rolle Ehefrau von Peter Kittler. |
| Britta Jansen           | Stephanie Japp      | 255-256, 269-270, 275-278      | 8 Folgen  | Ehefrau von Hendrik. Mutter von Erik und Sebastian. |
| Silvio                  | Thomas Wingrich     | 265, 268-271, 275-276          | 7 Folgen  | Handlanger von Kalle. Wird verhaftet. |
| Kai Breuninger          | Mark Keller         | 265-266, 272-274               | 5 Folgen  | Bekannter von Frederike. Verlobter von Pam. Affäre von Raffi. |
| Jörg Johannes Baumann † | Armin Dallapiccola  | 272, 275, 277, 279-280         | 5 Folgen  | Von Ilse, Simone, Martina und Melanie ermordeter Schließer in Reutlitz. Tritt in Simones Halluzinationen und Albträumen auf.                                                                                  |
| Pam                     | Sam Jolig           | 265-266, 273-274               | 4 Folgen  | Verlobte von Kai |
| Lizzy Michalke          | Katja Schmitz       | 257-258, 263                   | 3 Folgen  | Ehemalige Insassin. Schwester von Mike. |
| Eric Jansen             | Sven Weinkauf       | 268-269, 275                   | 3 Folgen  | Sohn von Hendrik und Britta. Bruder von Sebastian. |
| Sebastian Jansen        | Lennard Großmann    | 268-269, 275                   | 3 Folgen  | Sohn von Hendrik und Britta. Bruder von Eric. |
| Stella Teubner          |                     | 274, 279-280                   | 3 Folgen  | Tochter von Nina und Andy. Enkelin von Susanne und Walter. Enkelin von Josef und Regine. Nichte von Martin und Christine. Ur-Enkelin von Marlies.                                                             |
| Eberhard Fischer        | Marko Lakobrija     | 257, 277                       | 2 Folgen  | Vater von Fisch. Mann von Natascha. |
| Kommissar Winkler       | Helge Bechert       | 268, 278                       | 2 Folgen  | Kriminalkommissar. |
| Dr. Berneburg           | Martin Becker       | 274-275                        | 2 Folgen  | Staatsanwalt. |
| Ines Fürbinger          | Anna Holmes         | 280                            | 1 Folge   | 1. Darstellerin der Rolle Bekanntschaft von Walter. |
| Toast                   | Alexander Gamnitzer | 280                            | 1 Folge   | Bekannter von Walter. |
| Erich Gomulka           | Andreas Conrad      | 280                            | 1 Folge   | Chef von Walter. |

### Todesfälle der Staffel
| Folge | Person            | Art des Todes | Handlung |
| ----- | ----------------- | ------------- | --- |
| 274   | Raffaella Caprese | Suizid        | Nachdem Raffi von Kai entjungfert wird und in ihm die große Liebe sieht, hat dieser seine Verlobte Pam jedoch nur mit Raffi betrogen und hat nicht vor Pam zu verlassen. Als Raffi erfährt, dass Kai nur mit ihr gespielt hat, will sie ihn zur Rede stellen und stürzt sich nach einer heftigen Auseinandersetzung von seiner Dachterrasse und stirbt. |